# Skinnen
Skinnen är en sjö i Timrå kommun i Medelpad och ingår i Indalsälvens huvudavrinningsområde. Sjön är 25 meter djup, har en yta på 0,844 kvadratkilometer och befinner sig 291 meter över havet. Sjön avvattnas av vattendraget Edstabäcken. Vid provfiske har röding och öring fångats i sjön.

## Delavrinningsområde
Skinnen ingår i det delavrinningsområde (695871-157540) som SMHI kallar för Utloppet av Skinnen. Medelhöjden är 319 meter över havet och ytan är 6,67 kvadratkilometer. Det finns inga avrinningsområden uppströms utan avrinningsområdet är högsta punkten. Edstabäcken som avvattnar avrinningsområdet har biflödesordning 3, vilket innebär att vattnet flödar genom totalt 3 vattendrag innan det når havet efter 36 kilometer. Avrinningsområdet består mestadels av skog (83 procent). Avrinningsområdet har 0,84 kvadratkilometer vattenytor vilket ger det en sjöprocent på 12,6 procent.